# König Drosselbart (1962)
König Drosselbart ist ein deutscher Märchenfilm von Fritz Genschow aus dem Jahr 1962. Er basiert auf dem gleichnamigen Grimm’schen Märchen. In der Titelrolle ist Felix Grimm besetzt, die Prinzessin, der kein Freier gut genug ist, wird von Henriette Gonnermann verkörpert.

## Handlung
Eine hübsche, etwas hochmütige Königstochter verspottet alle Bewerber, die um ihre Hand anhalten. Als wieder einmal einige Aristokraten vorsprechen, hat sie für jeden von ihnen eine spöttische Bemerkung, so auch für den reichen König von Aland, den sie wegen seines Bartes als „König Drosselbart“ verhöhnt. 
König Pompus, der Vater der Prinzessin, der nicht nur des Regierens müde ist und seine Tochter endlich verheiraten möchte, auch weil ihm das Geld langsam ausgeht, reagiert diesmal mit Unverständnis und beschießt, der Prinzessin einen Denkzettel zu verpassen, und sie dem ersten Bettler, der am nächsten Morgen am Schloß vorbeikommen sollte, zur Frau zu geben. Der König von Aland, der diese Drohung mit angehört hat, fasst daraufhin einen Plan. Er verkleidet sich als fahrender Sänger und Bettelmann und ist am nächsten Morgen zur Stelle. Der König, der sich an seinen Schwur gebunden fühlt, gibt ihm daraufhin seine Tochter zur Frau. 
Die Prinzessin, die eigentlich nicht daran geglaubt hatte, dass ihr Vater sie mit einem Bettler vermählen würde, ist bestürzt, traurig und ratlos. Nach einer schnellen Trauung macht sie sich mit ihrem Mann auf zu ihrem neuen Heim. In einem prächtigen Park unterwegs will die Prinzessin wissen, wem dieser gehöre, ihr Mann antwortet schadenfroh: „König Drosselbart“. Die Prinzessin meint daraufhin: „Oh, ich arme Jungfrau zart, hätt ich genommen den König Drosselbart.“ Dieses Spiel wiederholt sich mehrmals, als sie die Reichtümer des Königs von Aland passieren.
Der König von Aland hat beschlossen, der Prinzessin, einen Denkzettel zu verpassen und ihr zu zeigen, dass es nicht nur das Leben gibt, das sie bisher gewohnt war. Ab sofort muss sie hart arbeiten, Personal, das ihr lästige Dinge abnimmt gibt es zum Entsetzen der jungen Frau nicht. Wider Erwarten fügt sie sich aber in ihr Schicksal und versucht ihr Bestes, um die Aufgaben, die ihr Mann ihr stellt, zu bewältigen. Nach einigen Versuchen von ihr nicht besonders gut geflochtene Körbe und Geschirr an die Menschen zu verkaufen, verdingt sie sich auf Wunsch ihres Mannes ausgerechnet im Schloss des Königs von Aland, wo sie als Küchenmagd alle anfallenden Arbeiten mit großem Eifer verrichtet. Inzwischen ist sie zu einer liebenswerten und hilfsbereiten jungen Frau gereift, die von allen im Schloss gemocht wird.
König Drosselbart, respektive der König von Aland, hält die Zeit nun für gekommen, sich seiner Frau zu offenbaren und ihr zu zeigen, mit wem sie tatsächlich verheiratet ist. Diese Eröffnung verschreckt die junge Frau so sehr, dass sie erst einmal flieht. Der König von Aland hat auch König Pompus zu einem prachtvollen Fest geladen, an dem er die Hochzeit mit seiner Frau standesgemäß wiederholen und König Pompus wieder mit seiner Tochter zu vereinen will. Der Vater der Prinzessin reagiert ähnlich fassungslos wie seine Tochter. Diese hat sich jedoch inzwischen beruhigt und erscheint an der Seite des Königs von Aland festlich gekleidet und strahlend, um ihren Vater in die Arme zu schließen.   

## Produktion

### Produktionsnotizen

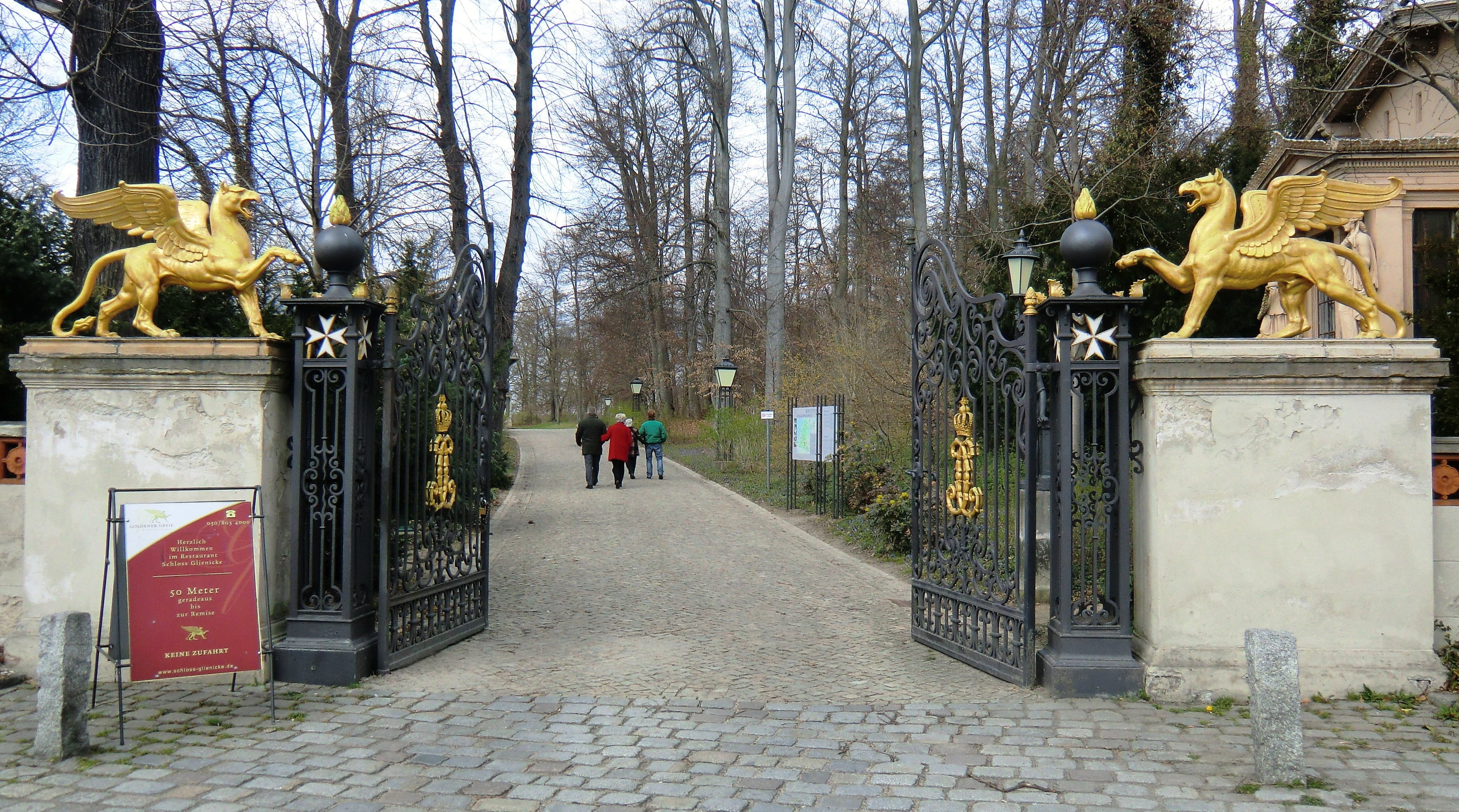
Johannitertor, auch Greifentor. Haupteingang zum Schlosspark Glienicke, einem der Drehorte im Film

König Drosselbart wurde unter anderem am Schloss Ruhwald und im Glienicker Schlosspark sowie im Krankenhaus Nikolassee gedreht. Zudem fanden Filmaufnahmen im Atelier Käuzchensteig statt. Die Dreharbeiten fanden im April 1961 statt. Die Filmbauten stammen von Günther Bensch, die Kostüme von Lisa Bensch. Die Produktionsleitung lag bei Renée Stobrawa, die Aufnahmeleitung bei Werner Kluck und Illo Gutschwager. Produziert wurde der Film von der Aar-Film für den WDR.
Im Film wird mehrfach gesungen, so singt beispielsweise König Drosselbart seiner schlafenden Frau das Lied vor: „Prinzesschen fein, Prinzesschen klein, du musst auch mal die Ärmste sein. Wer König sein will und befehlen, muss auch wissen, wie die Leut sich quälen. Prinzesschen fein, schlaf ein, schlaf ein, es muss so sein. In deinem Reich so groß und schön, hast du ja nur dein Schloss gesehn, doch lebst du einmal unter Armen, wirst du dich auch ihrer stets erbarmen.“   

### Veröffentlichung
König Drosselbart wurde im Programm der ARD am 26. Dezember 1962 in einer zweiteiligen Fassung erstmals ausgestrahlt.
Am 5. März 2012 wurde der Film auf DVD veröffentlicht. Am 14. Juni 2016 veröffentlichte Various eine DVD und eine weitere am 26. September 2017 mit dem Hinweis „Neu Remastered“.

## Kritik
Die Redaktion von Kino.de gab dem Film fünf von fünf möglichen Sternen und betonte, dass Genschow „Wert auf Verständlichkeit“ und eine „mit den Vorlagen identische Handlung“ gelegt habe.